# Julian Brüning
Julian Brüning (* 16. Juli 1994 in Forst (Lausitz)) ist ein deutscher Politiker (CDU). Er ist seit 2019 Mitglied des Brandenburger Landtags.

## Leben
Brüning ist in Drebkau aufgewachsen und absolvierte 2013 sein Abitur am Pückler-Gymnasium Cottbus.  
Brüning trat 2013 in die CDU und die Junge Union ein. Von 2015 bis 2023 war er Beisitzer im Landesvorstand der CDU Brandenburg sowie Landesvorsitzender der Jungen Union Brandenburg. Bei der Landtagswahl in Brandenburg 2019 wurde er über die Landesliste in den Landtag Brandenburg gewählt. Bei der Landtagswahl 2024 zog er erneut über die Landesliste in den Landtag ein. Er sitzt für die CDU-Fraktion in den Ausschüssen für Landwirtschaft, Umwelt und Klimaschutz, für Wissenschaft, Forschung und Kultur sowie für Infrastruktur und Landesplanung.

## Gesellschaftliches Engagement
Brüning ist Mitglied der Domowina und Vorsitzender des Museums „Sorbische Webstube Drebkau“. Zudem ist er Mitglied in den Sportvereinen SV Einheit Drebkau, SV Leuthen/Klein Oßnig und SC Spremberg 1896.